# Молодёжный (городской округ Подольск)
Молодёжный (ранее Городок-1, Толбино, Подольск-13) — посёлок в городском округе Подольск Московской области.

## Расположение
Расположен вблизи пересечения Московского малого кольца и Симферопольского шоссе, рядом с железнодорожной станцией Львовская Курского направления. С севера к посёлку примыкают деревни Большое и Малое Толбино, в 1,5 км к востоку расположен микрорайон Львовский города Подольска.

## История
Был образован в 1952 году как закрытый военный городок при войсковой части 30574, входившей в систему ПВО Москвы.
В 1990-е годы закрытый военный городок был преобразован в открытый посёлок, однако официальный статус и наименование Молодёжный посёлок получил только в 2005 году согласно Постановлению Правительства Российской Федерации № 722 от 5 декабря 2005 года.

## Население
| 2010 |
| ---- |
| 2431 |

## Инфраструктура
В посёлке имеются школа (Толбинская средняя общеобразовательная школа имени Героя Российской Федерации летчика-испытателя Н.Д. Куимова), детский сад(детский сад "Звёздочка"), продуктовые магазины, несколько промышленных предприятий.